# Peter Gamper
Peter Gamper (ur. 30 listopada 1940 w Ditzingen) – niemiecki lekkoatleta, sprinter, dwukrotny medalista mistrzostw Europy z 1962. W czasie swojej kariery reprezentował Republikę Federalną Niemiec.
Startując we wspólnej reprezentacji Niemiec zdobył brązowy medal w biegu na 100 metrów oraz złoty medal w sztafecie 4 × 100 metrów na mistrzostwach Europy w 1962 w Belgradzie (sztafeta niemiecka biegła w składzie: Klaus Ulonska, Gamper, Jochen Bender i Manfred Germar). Wynikiem 39,5 s sztafeta wyrównała wówczas rekord RFN.
Był mistrzem RFN w sztafecie 4 × 100 metrów w latach 1965-1967 oraz brązowym medalista w biegu na 100 metrów w 1959.